# Annick Thoumazeau
Annick Thoumazeau (Fréjus, 1960) is een Frans zangeres.

## Biografie
Thoumazeau raakte bekend dankzij de begingeneriek van La chambre des dames, een soap die uitgezonden werd op TF1 aan het begin van de jaren tachtig. Een jaar later neemt ze deel aan de Franse preselectie voor het Eurovisiesongfestival. Met het nummer Autant d'amoureux que d'étoiles gaat ze met de zegepalm aan de haal, waardoor ze haar vaderland mag vertegenwoordigen op het Eurovisiesongfestival 1984, dat gehouden werd in de Luxemburgse hoofdstad Luxemburg. Daar eindigt ze op de achtste plaats. In 1985 brengt ze haar eerste (en enige) plaat uit, getiteld Mon ami bisounours. Een jaar later beëindigt ze haar zangcarrière en wordt ze professor in de zang.
1956: Mathé Altéry + Dany Dauberson · 
1957: Paule Desjardins · 
1958: André Claveau · 
1959: Jean Philippe · 
1960: Jacqueline Boyer · 
1961: Jean-Paul Mauric · 
1962: Isabelle Aubret · 
1963: Alain Barrière · 
1964: Rachel · 
1965: Guy Mardel · 
1966: Dominique Walter · 
1967: Noëlle Cordier · 
1968: Isabelle Aubret · 
1969: Frida Boccara · 
1970: Guy Bonnet · 
1971: Serge Lama · 
1972: Betty Mars · 
1973: Martine Clémenceau · 
1975: Nicole Rieu · 
1976: Catherine Ferry · 
1977: Marie Myriam · 
1978: Joël Prévost · 
1979: Anne-Marie David · 
1980: Profil · 
1981: Jean Gabilou · 
1983: Guy Bonnet · 
1984: Annick Thoumazeau · 
1985: Roger Bens · 
1986: Cocktail Chic · 
1987: Christine Minier · 
1988: Gérard Lenorman · 
1989: Nathalie Pâque · 
1990: Joëlle Ursull · 
1991: Amina · 
1992: Kali · 
1993: Patrick Fiori · 
1994: Nina Morato · 
1995: Nathalie Santamaria · 
1996: Dan Ar Braz & Héritage des Celtes · 
1997: Fanny · 
1998: Marie Line · 
1999: Nayah · 
2000: Sofia Mestari · 
2001: Natasha Saint-Pier · 
2002: Sandrine François · 
2003: Louisa Baïleche · 
2004: Jonatan Cerrada · 
2005: Ortal · 
2006: Virginie Pouchain · 
2007: Les Fatals Picards · 
2008: Sébastien Tellier · 
2009: Patricia Kaas · 
2010: Jessy Matador · 
2011: Amaury Vassili · 
2012: Anggun · 
2013: Amandine Bourgeois · 
2014: Twin Twin · 
2015: Lisa Angell · 
2016: Amir · 
2017: Alma · 
2018: Madame Monsieur · 
2019: Bilal Hassani · 
2021: Barbara Pravi · 
2022: Alvan & Ahez · 
2023: La Zarra · 
2024: Slimane · 
2025: Louane
- Bibliothèque nationale de France: cb142330937 (data)
- MusicBrainz: 9172512a-94c5-4aa9-8585-24491c87c021
- Virtual International Authority File: 168400911